# Supercopa de los Países Bajos 1993
La Supercopa de los Países Bajos 1993 (Nederlandse Supercup 1993 en neerlandés) fue la 4.ª edición de la Supercopa de los Países Bajos. El partido se jugó el 8 de agosto de 1993 en el Stadion Feyenoord entre el Feyenoord Róterdam, campeón de la Eredivisie 1992-93 y el Ajax de Ámsterdam, campeón de la KNVB Beker 1992-93. Ajax ganó por 4-0 en el Stadion Feyenoord frente a 28.750 espectadores.
| Feyenoord Róterdam |  | Bandera de los Países Bajos |  | Campeón de la Eredivisie 1992-93               |
| Ajax de Ámsterdam  |  | Bandera de los Países Bajos |  | Campeón de la Copa de los Países Bajos 1992-93 |

## Partido
| 8 de agosto de 1993, 18:00 | Feyenoord Róterdam | 0:4 (0:1) | Ajax de Ámsterdam                             | Stadion Feyenoord, Róterdam                                   |                                                               |
|                            |                    | Reporte   | 18' 62' Litmanen · 47' de Boer · 61' Overmars | Asistencia: 28.750 espectadores Árbitro(s): John Blankenstein | Asistencia: 28.750 espectadores Árbitro(s): John Blankenstein |

| Bandera de los Países Bajos          |
| Campeón Ajax de Ámsterdam 1.º título |